# Billion Star Hotel
Billion Star Hotel este un film românesc din 2015 regizat de Alecs Năstoiu. Rolurile principale au fost interpretate de actorii Rudy Moca, Nicu Mihoc, Dan Rădulescu, Theo Marton.

## Distribuție
Distribuția filmului este alcătuită din:
- Dan Rădulescu — Panait Surdu
- Theo Marton — Arthur Popescu
- Rudy Moca — Tata Rudy
- Csaba Ciugulitu — Miklos
- Georgiana Ghergu — Sânziana
- Luchian Pantea — Florarul
- Nicu Mihoc — Sică Generalu'